# Снытки
Сны́тки (бел. Сныткі) — деревня в составе Лебедянковского сельсовета Белыничского района Могилёвской области Республики Беларусь.

## География

### Расположение
В 17 км на юг от Белынич, в 50 км от областного центра и железнодорожной станции Могилёв.

### Гидрография
Южнее деревни протекает река Вабич — приток Друти.

## Транспортная система
Транспортная связь по просёлочной дороге, затем по автодороге Могилёв — Минск. Планировка линейная с односторонней застройкой. Застройка деревянными домами усадебного типа.

## История
Известна с начала XX века. В 1909 году в деревне было 9 дворов, 34 жителя, в Нежковской волости Могилёвского уезда Могилёвской губернии. С февраля до октября 1918 года оккупирована германской армией. 
В 1930 году организован колхоз «Ударник». В Великую Отечественную войну с 2 июля 1941 года до 29 июня 1944 года оккупирована немецко-фашистскими захватчиками. В декабре 1942 года гитлеровцы полностью сожгли деревню и убили 20 жителей.
В 1986 году — в составе колхоза имени К. С. Заслонова с центром в деревне Студёнка.

## Население

### Численность
- 2007 год — 2 двора, 3 жителя.

### Динамика
- 1909 год — 9 дворов, 34 жителя.
- 1940 год — 33 двора, 130 жителей.
- 1959 год — 82 жителя.
- 1970 год — 61 житель.
- 1986 год — 23 жителя.
- 2002 год — 5 дворов, 6 жителей[3].
- 2007 год — 2 двора, 3 жителя.